# Рудная, Наталья Владимировна
Ната́лья Влади́мировна Ру́дная (род. 10 ноября 1942) — советская и российская актриса театра и кино.

## Биография
Наталья Рудная родилась 10 ноября 1942 года в Москве в семье журналиста и писателя Владимира Рудного и переводчицы с немецкого языка Лидии Рудной.
В 1963 году окончила театральное училище им. Б.Щукина (курс Л. М. Шихматова) и вышла замуж за Виталия Соломина.
По окончании училища работала в Государственном академическом Малом театре СССР, из которого ушла в 1968 году.  В 1973 году снялась в фильме мужа, режиссёра Андрея Смирнова «Осень». Снялась в фильмах-операх «Иоланта» и «Царская невеста» (режиссёр Владимир Гориккер, Рижская киностудия), «Мятежная застава» (Ленфильм), «Лебедев против Лебедева» (Мосфильм). Последняя роль — в фильме Дуни Смирновой «Связь».
После развода с Андреем Смирновым работала в Таллине в Государственном русском драматическом театре Эстонской ССР.
С 1981 по 2008 год — актриса Центрального театра Советской армии.

## Личная жизнь
Первый муж (до 1968 года) — Виталий Мефодьевич Соломин (1941—2002), советский и российский актёр и режиссёр театра и кино, сценарист, народный артист РСФСР.
Второй муж (до 1975 года) — Андрей Сергеевич Смирнов (род. 1941), советский и российский кинорежиссёр, сценарист и драматург, актёр театра и кино, народный артист Российской Федерации.
- Дочь — Дуня (Авдотья) Андреевна Смирнова (род. 1969) — сценаристка, телеведущая, режиссёр, супруга (с 2012 года) Анатолия Чубайса;
- Дочь — Александра Андреевна Смирнова (род. 1972), проживает в Лондоне.

Третий муж (с 1984 года) — Сергей Александрович Лукин, выпускник постановочного факультета Школы-студии МХАТ, театральный художник по образованию, ныне — телевизионный оператор.

## Фильмография
| Год  |   | Название                | Роль                              |
| ---- | - | ----------------------- | --------------------------------- |
| 1963 | ф | Иоланта                 | Иоланта (поёт Галина Олейниченко) |
| 1964 | ф | Царская невеста         | Любаша (поёт Лариса Авдеева)      |
| 1964 | ф | Негасимое пламя         | Аннушка                           |
| 1965 | ф | Лебедев против Лебедева | Ира                               |
| 1967 | ф | Мятежная застава        | Лидия Аркадьевна                  |
| 1974 | ф | Осень                   | Александра Никитина               |
| 1983 | ф | Хозяйка детского дома   | Елена Максимова                   |
| 1985 | ф | Город над головой       | Имя персонажа не указано          |
| 2001 | с | Курортный роман         | Наташа                            |
| 2006 | ф | Связь                   | Мать Нины                         |